# Анатій Віра Юріївна
Ві́ра Ю́ріївна Анатій (28 липня 1985 , Очаків, Миколаївська область  — 24 лютого 2022 , Україна ) — лейтенант (посмертно) Збройних сил України, учасниця російсько-української війни, нагороджена орденом «За мужність» III ступеня (посмертно).

## Життєпис
Народилась у місті Очаків Миколаївської області в родині військовиків.
Здобула вищу педагогічну освіту[де?]. У 2007 році створила сім'ю з Іллею Анатолійовичем Анатієм — жителем села Сербичани. Виховували двох дітей — сина Сергія та доньку Маринку.
Пристала до лав Збройних сил у 2015 році, коли Україна вже давала відсіч російській агресії. У 2016 році виконувала службово-бойові завдання в районі проведення антитерористичної операції.
Мала звання молодшого лейтенанта.
Загинула 24 лютого, у день вторгнення військ Російської Федерації на територію України, виконуючи свій військовий обов'язок на одному з кораблів ВМС, у який влучила ракета.
Поховали Віру Анатій 20 березня на сільському кладовищі села Сербичани.

## Нагороди
- 14 березня 2022 року — за особисту мужність і самовіддані дії, виявлені у захисті державного суверенітету та територіальної цілісності України, вірність військовій присязі; — нагороджена орденом «За мужність» III ступеня (посмертно).[4][5]